# 裸茎绒果芹
裸茎绒果芹（学名：Eriocycla nuda）是伞形科绒果芹属的植物。分布在巴基斯坦、喜马拉雅山以及中国大陆的西藏等地，生长于海拔3,250米至3,600米的地区，多生在碎屑坡以及山坡砾地，目前尚未由人工引种栽培。

## 异名
- Eriocycla nuda Lindl. var. purpurascens Shan et Yuan
- Pituranthos nudus
- Seseli nudum